# Busksångare
Busksångare (Acrocephalus dumetorum) är en fågelart som tillhör familjen rörsångare (Acrocephalidae) som tidigare ingick i den idag uppdelade familjen sångare. Den häckar från Sverige österut till Bajkalsjön, Mongoliet och västra Kina. Vintertid flyttar den till Indien och Sri Lanka. IUCN kategoriserar den som livskraftig.

## Kännetecken

### Utseende

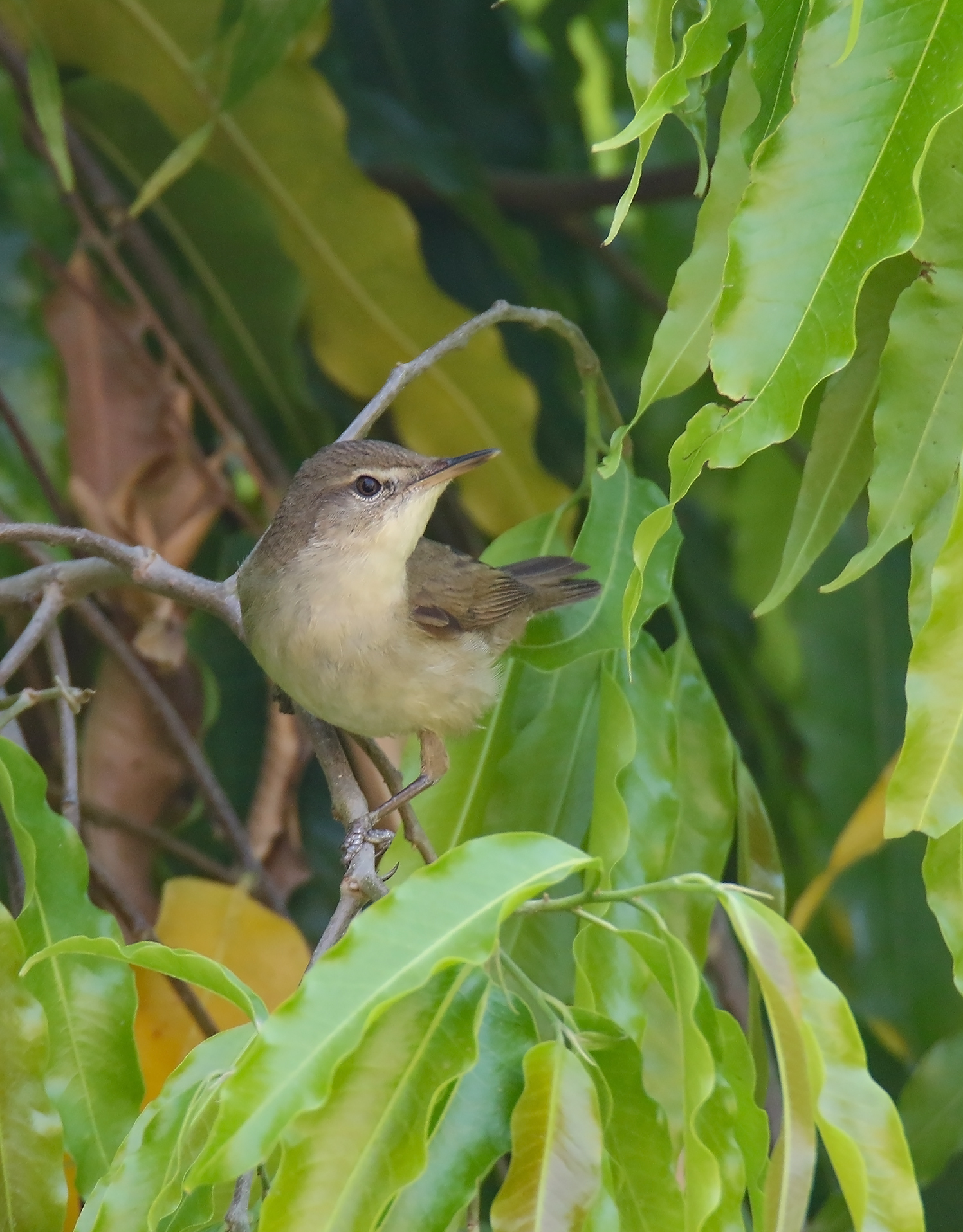
Busksångare fotograferad i Islamabad, Pakistan.

Busksångaren är en medelstor sångare som mäter 12,5–14 centimeter. Adult fågel har brun rygg och ljus undersida. Den är lätt att förväxla med rörsångaren och kärrsångaren, men har längre och tydligare ögonbrynsstreck som sträcker sig strax bakom ögat. Vidare är handpenneprojektionen kort och benen mörka. Likt rörsångaren, men olikt kärrsångaren, har den lång näbb och flack panna, men ovansidan är mer gråaktigt brun och kroppsidorna mer olivgrå än beige. Könen är lika, som hos de flesta sångare, men juvenilen är gulare undertill. 

### Läte
Under häckningssäsongen känns den lättast igen på sången, som är långsam och upprepande (åtta till tio gånger), med talrika mästerliga härmningar av andra fåglar som växlar med skalor och visslingar, vilka är typiska för arten. Locklätet är dels ett smackande "zäck", dels ett rullande "zrrrrt".

## Utbredning
Busksångaren häckar i tempererade regioner från östra Europa österut till norra Kazakstan, nordvästra Mongoliet och centrala Ryssland (övre loppet av floden Lena och sydöstra Altaj). Den förekommer även från Tianshan söderut till förmodligen norra Afghanistan och nordöstra Iran. Tidigare gick västgränsen i Europa från södra Finland och Baltikum till Belarus, men har på senare år spridit sig västerut in i Sverige och sydöstra Norge samt söderut till Polen. Den har även häckat i Danmark. Vintertid flyttar busksångaren till Indien, Myanmar och Sri Lanka, där den är en av de vanligaste vinterfåglarna. Fågeln är en ovanlig gäst i västra Europa.

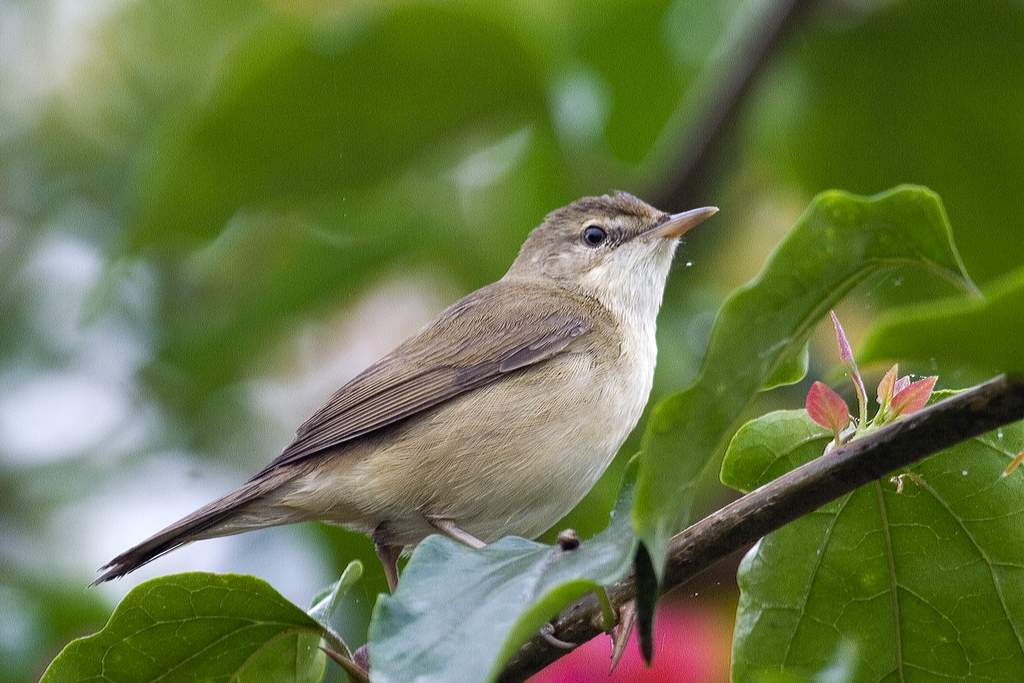
Övervintrande busksångare fotograferad i Bangalore, Indien.

### Förekomst i Sverige
I Sverige observerades den första gången 1958 och observationerna har sedan ökat i antal. Idag anses den regelbundet häcka i Sverige med uppskattningsvis 300 reproduktiva individer, främst på Öland, Gotland, i östra Svealand och längs Norrlandskusten upp till Norrbotten.

## Systematik
Busksångaren behandlas som monotypisk, det vill säga att den inte delas in i några underarter. Hybridisering med rörsångare har noterats i Finland.
Genetiska studier visar att den är systerart till den mycket sällsynta och lokalt förekommande arten långnäbbad sångare (Acrocephalus orinus). Dessa är tillsammans vidare systergrupp till en klad bestående av kärrsångare, rörsångare och afrikansk rörsångare (A. baeticatus).

### Familjetillhörighet
Tidigare fördes rörsångarna liksom ett mycket stort antal andra arter till familjen Sylviidae, tidigare kallad rätt och slätt sångare. Forskning har dock visat att denna gruppering är missvisande, eftersom då även välkända och mycket distinkta familjer som svalor, lärkor och stjärtmesar i så fall bör inkluderas. Busksångaren med släktingar har därför brutits ut till familjen rörsångare (Acrocephalidae), vilket även inkluderar just rörsångarsläktet Acrocephalus men även exempelvis nesillorna på Madagaskar.

## Ekologi
Busksångaren förekommer ofta i snår eller gläntor, nära vatten, men inte i våtmarker. Den föredrar träd och buskar som sångplatser. Som de flesta sångare livnär den sig av insekter, men tar även annan föda som bär. Boet byggs av gräs och strån och placeras i en buske lågt över marken. Fyra till sex ägg läggs och ruvas i tolv till 13 dagar. Efter kläckningen matas ungarna av båda föräldrarna tills de lämnar boet efter elva till tolv dagar.

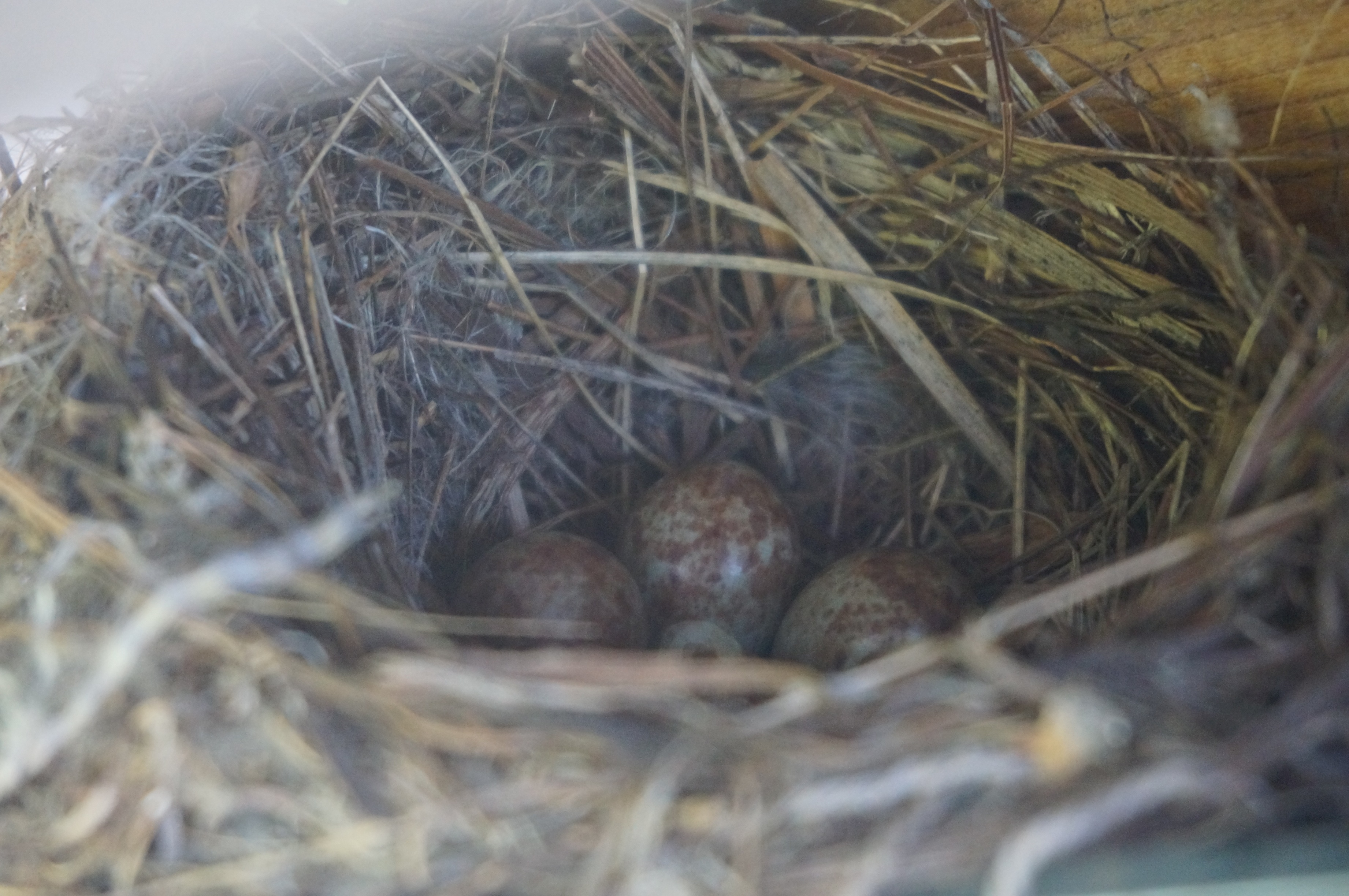
Busksångarens ägg.

## Busksångaren och människan

### Status och hot
Arten har ett stort utbredningsområde och en stor global population, och tros öka i antal. Utifrån dessa kriterier kategoriserar IUCN arten som livskraftig (LC). I Europa uppskattas det häcka 2,2–4,8 miljoner par.
Vissa randpopulationer är hotade, exempelvis den svenska, och i Artdatabankens rödlista från 2020 kategoriseras den som nära hotad (NT) på grund av sitt lilla beetånd. Arten har dock ökat kraftigt, de senaste tio åren med 50–150 %.

### Namn
Det engelska namnet Blyth's Reed Warbler är efter den brittiske zoologen Edward Blyth. Det esperantiska namnet arbedokanbirdo syftar på att den håller till i buskar ("arbedoj") och säv ("kanoj"). På svenska har den även kallats långnäbbad rörsångare. Det vetenskapliga artnamnet dumetorum betyder "tillhörande buskar", efter latinets dumus för "törnbuske".